# Munkån
Munkån är ett cirka tre kilometer långt vattendrag i ån Viskans vattensystem, i Fristads socken, Borås kommun, som förbinder sjön Ärtingen med Öresjö. Munkån rinner genom orten Fristad.